# Encostas de Aire
Encostas de Aire es una denominación de origen controlada (DOC) portuguesa para vinos producidos en la región demarcada que abarca los concelhos de Batalha, Porto de Mós, Ourém y parte de los de Alcobaça y Caldas da Rainha, situados en el centro-este del país. La región está dividida en dos subregiones: Ourém y Alcobaça
Los vinos de Encostas de Aire pueden ser blancos o tintos.

## Variedades de uva
- Tintas: Aragonêz (Tinta Roriz), Castelão (Periquita), Tinta Miúda, Touriga Nacional y Trincadeira (Tinta Amarela).
- Blancas: Fernão Pires (Maria Gomes), Ratinho, Tamarez y Vital.